# یواس‌اس اس‌سی-۲۲
یواس‌اس اس‌سی-۲۲ (به انگلیسی: USS SC-22) یک زیردریایی بود که طول آن ۱۱۰ فوت (۳۴ متر) بود. این زیردریایی در سال ۱۹۱۷ ساخته شد.